# میپلتون (حوزه سرشماری)، مین
میپلتون (به انگلیسی: Mapleton) یک منطقهٔ مسکونی در ایالات متحده آمریکا است که در شهرستان اروزتوک، مین واقع شده‌است. میپلتون ۷٫۸ کیلومتر مربع مساحت و ۶۸۳ نفر جمعیت دارد و ۱۶۸٫۸۶ متر بالاتر از سطح دریا واقع شده‌است.